# Cibele Barboza
Pour les articles homonymes, voir Barboza.
Cibele Augusta Lucindo Barboza est une ancienne joueuse de volley-ball brésilienne née le 16 juillet 1981 à Belo Horizonte. Elle mesure 1,78 m et jouait au poste de réceptionneuse-attaquante. 

## Clubs
| Club                         | De        | À         |
| ---------------------------- | --------- | --------- |
| Minas Tênis Clube            | 2000-2001 | 2000-2001 |
| Macaé Sports                 | 2001-2002 | 2001-2002 |
| Automóvel Clube de Campos    | 2002-2003 | 2002-2003 |
| Terra Sarda Tortolì          | 2003-2004 | 2003-2004 |
| Pallavolo Collecchio         | 2004-2005 | 2004-2005 |
| Pallavolo Corridonia         | 2005-2006 | 2005-2006 |
| Esperia Cremona Pallavolo    | 2006-2007 | 2006-2007 |
| Brunelli Volley Nocera Umbra | 2007-2008 | 2007-2008 |
| Parma Volley                 | 2008-2009 | 2008-2009 |
| Esporte Clube Pinheiros      | 2009-2010 | 2009-2010 |
| Pallavolo Loreto             | 2010-2011 | 2010-2011 |
| VK Bakı                      | 2011-2012 | 2011-2012 |
| Grêmio Recreativo Barueri    | oct 2013  | nov 2013  |
| Hisamitsu Springs            | 2013-2014 | 2013-2014 |
| Esporte Clube Pinheiros      | 2014-2015 | 2014-2015 |

## Palmarès
- Challenge Cup
  - Finaliste : 2012.
- Coupe de l'impératrice
  - Vainqueur : 2013.
- V Première Ligue
  - Vainqueur : 2014.
- Coupe du Brésil
  - Vainqueur : 2015.
- Coupe d'Italie A2
  - Vainqueur : 2009, 2011.